# Galium auratum
Galium auratum är en måreväxtart som beskrevs av Michail Klokov. Galium auratum ingår i släktet måror, och familjen måreväxter.
Artens utbredningsområde är Krym. Inga underarter finns listade i Catalogue of Life.